# Emma Heesters
Emma Heesters ('s-Gravenpolder, 8 januari 1996) is een Nederlandse zangeres, aanvankelijk bekend geworden door de op haar eigen YouTube-kanaal geplaatste covers.

## Biografie
In 2004 deed Heesters mee aan het Kinderen voor Kinderen Songfestival als inzending van de provincie Zeeland met het nummer 100 kleine feestjes. Naast het maken van covers voor haar eigen YouTube-kanaal heeft Heesters een platencontract, sinds 2017 bij Republic Records, een dochter van Universal, en sinds september 2024 bij Sony Music. Ze stond in 2019 in het voorprogramma van de Amerikaanse coverband Boyce Avenue.
Eind augustus 2019 nam Heesters deel aan het Nederlandse televisieprogramma Beste Zangers. In dit programma zong ze (onder andere) Pa Olvidarte met Rolf Sanchez, dit nummer bereikte de tweede plaats in de Nederlandse Top 40 en de Single Top 100. Op 19 september 2020 was Heesters te zien als deelnemer in het televisieprogramma Ik hou van Holland en op 21 november deed ze mee aan Het Jachtseizoen van StukTV.
In 2021 werd Heesters tweede in het televisieprogramma The Masked Singer; ze zat in het pak van de krokodil. Heesters is sinds december 2021 onderdeel van de gelegenheidsformatie The Streamers, die tijdens de coronapandemie gratis livestream-concerten gaven. Nadat de coronaregels in grote lijnen los werden gelaten, kondigde de formatie ook concerten met publiek aan. Heesters was tijdens de vierde editie als gastartiest te zien, maar sloot zich vanaf de vijfde editie aan als vast bandlid. De zesde editie vond plaats in oktober 2023 in het GelreDome. Ook de zevende in oktober 2024 werd in het GelreDome gehouden. 
Sinds 2022 is Heesters regelmatig een terugkerende gastartiest tijdens de concerten van De Toppers in de Johan Cruijff ArenA. 
In mei 2022 nam ze voor het eerst deel aan de Vrienden van Amstel Live in Ahoy gevolgd in januari en februari 2023 door haar optreden tijdens de 20 avonden van de 25e jubileum editie. Zij zong daar samen met Anouk de themasong: 'Met jou kan ik het aan'. Op 23 oktober 2022 trad zij samen met Regi op in het Sportpaleis te Antwerpen in het programma 'Zwaartekracht'. Met hem deed ze o.a. het gelijknamige nummer. Verder trad ze op 13 januari 2024 op met Andrea Bocelli in de O2 Arena in Praag en zong ze o.a. 'Vivo per lei' met hem. Op 27 oktober 2024 deed ze met 4 songs mee aan de Abba tribute (50 jaar) in Ahoy.
Op haar YouTube-kanaal zingt Emma Heesters behalve Engelstalige hits ook hits uit India en Indonesië. Ze vertaalt deze hits uit de oorspronkelijke talen, zoals Hindi of Bahasa, naar het Engels, zingt soms ook stukjes in de oorspronkelijke taal en sinds mei 2021 zingt ze ze ook wel geheel in de oorspronkelijke taal. Deze covers werden en worden miljoenen keren bekeken en sindsdien heeft Heesters veel fans in India en Indonesië. In december 2022 gaf Heesters voor het eerst een optreden in India, op het Sunburn-festival in Goa.
In het voorjaar van 2024 deed Heesters mee aan het RTL 4-programma Stars on Stage, ze wist de finale te behalen. Op 2 oktober 2024 startte Emma Heesters een eigen theatertour met een vierkoppige band in 16 Nederlandse theaters, getiteld 'Emma Heesters Live in Theater' en met als ondertitel 'Diamond Diaries'. De try-out was op die dag in theater de Mythe in Goes.
Op 7 januari 2025 werd bekend dat Heesters een gouden Award krijgt voor de hit 'Alleen met jou' die ze samen met Yves Berendse opnam. Deze hit is 10 miljoen keer gestreamd.

## Privéleven
Heesters heeft een relatie met voetballer Wesley Hoedt.
Op 14 november 2024 maakte Heesters bekend te lijden aan baarmoederhalskanker. Op 11 juli 2025 bracht ze via haar Instagram het nieuws naar buiten dat ze weer beter was.